# I Want You Back
«I Want You Back» (укр. «Я хочу повернути тебе») — пісня американського поп-гурту The Jackson 5 з першого альбому Diana Ross Presents The Jackson 5. Написана Беррі Гордом, Фредді Перреном, Альфонзо Міззелом, Діком Річардсом. Написана у стилі: (ритм-н-блюз, фанк, поп).

## Випуск пісні
Випуск пісні відбувся 7 жовтня 1969 року і була випущена лейблом Motown Records. Ця пісня була Medley (з англ. «Змішана») з іншими піснями такими як: I'll Be There (з англ. «Я Буду Поруч»), The Love You Save (з англ. «Збережи Любов»). Які The Jackson 5, потім The Jacksons, Michael Jackson виконували на своїх концертах.

## Чарти
| Чарти (1969—1970)                         | Найвища позиція |
| ----------------------------------------- | --------------- |
| Australia                                 | 77              |
| Канада (RPM) Top Singles                  | 2               |
| Ірландія                                  | 6               |
| Нова Зеландія (Listener)                  | 12              |
| Велика Британія (Official Charts Company) | 2               |
| U.S. Billboard Hot 100                    | 1               |
| U.S. Billboard Best Selling Soul Singles  | 1               |
| U.S. Cash Box                             | 1               |

| Чарт (2009)      | Найвища позиція |
| ---------------- | --------------- |
| Австралія        | 53              |
| Франція          | 26              |
| Ірландія         | 34              |
| Швеція           | 47              |
| UK Singles Chart | 43              |

| Чарт (1970)                          | Позиція |
| ------------------------------------ | ------- |
| Canada                               | 30      |
| UK                                   | 32      |
| US Billboard Hot 100                 | 28      |
| US Hot R&B/Hip-Hop Songs (Billboard) | 20      |
| US Cash Box                          | 31      |

## Сертифікації
| Регіон | Сертифікація  | Продажі    |
| --- | ------------- | ---------- |
| Данія (IFPI Denmark) | Платиновий    | 90 000     |
| Німеччина (BVMI) | Золотий       | 250 000    |
| Італія (FIMI) sales since 2009 | Золотий       | 25 000     |
| Японія (RIAJ) | Золотий       | 100 000*   |
| Велика Британія (BPI) | 2× Платиновий | 1 200 000  |
| США (RIAA) | Платиновий    | 1 000 000^ |
| *продажі, що базуються лише на сертифікаціях · ^відвантаження, що базуються лише на сертифікаціях · продажі+прослуховування, що базуються лише на сертифікаціях |               |            |

## Версія Twice
15 червня 2018 південнокорейський дівочий гурт Twice випустив кавер-версію «I Want You Back» як цифровий сингл на лейблі Warner Music Japan. Пісня увійшла до саундтреку фільму Sensei Kunshu (2018). 26 червня гурт випустив танцювальну версію музичного відео на пісню.

### Чарти
| Чарт (2018)                             | Найвища позиція |
| --------------------------------------- | --------------- |
| Японія (Japan Hot 100)                  | 12              |
| Japan Digital Singles (Oricon)          | 7               |
| US World Digital Song Sales (Billboard) | 20              |

### Сертифікації
| Регіон                                                   | Сертифікація | Продажі    |
| Streaming                                                | Streaming    | Streaming  |
| -------------------------------------------------------- | ------------ | ---------- |
| Японія (RIAJ)                                            | Срібний      | 30 000 000 |
| лише прослуховування, що базуються лише на сертифікаціях |              |            |